# تپه شیخان بزرگ
تپه شیخان بزرگ مربوط به هزاره اول قبل از میلاد تا دوره ساسانیان است و در حومه بوکان، ساری قامیش واقع شده و این اثر در تاریخ ۱۶ دی ۱۳۴۵ با شمارهٔ ثبت ۵۶۸ به‌عنوان یکی از آثار ملی ایران به ثبت رسیده‌است.